# ویزارد (ترانه)
«ویزارد» تک‌آهنگی از هنرمند اهل پادشاهی هلند مارتین گریکس است که در سال ۲۰۱۳ میلادی منتشر شد.
این تک‌آهنگ در دو چارت آلتراتاپ در رتبه اول و در چارت‌های والونیا، بریتانیا، اسکاتلند، فلاندرز، جزو ده ترانه اول قرار گرفت.